# Temeka Johnson
Temeka Rochelle Johnson (* 6. September 1982 in New Orleans, Louisiana, Vereinigte Staaten) ist eine professionelle Basketballspielerin. Zurzeit spielt sie für Maccabi Bnot in Israel und im Eurocup Women. Zuletzt spielte sie in der Saison 2015 für die Los Angeles Sparks in der Women’s National Basketball Association (WNBA) und in der Saison 2016/17 für den israelischen Verein von Maccabi Bnot.

## Karriere

### College
Temeka Johnson spielte von 2002 bis 2005 für die Lady Tigers, dem Damen-Basketballteam der Louisiana State University. An der Seite von Seimone Augustus erreichte sie mit den Lady Tigers 2004 und 2005 die Final Four des NCAA Women’s Division I Basketball Championship Tournament.

### WNBA
Temeka Johnson wurde im WNBA Draft 2005 von den Washington Mystics an der sechsten Stelle ausgewählt. Ihre erste WNBA-Saison stand unter keinem guten Stern, denn es wurde von vielen Experten kritisiert, dass sie mit einer Körpergröße von 160 cm zu klein für diese starke Liga sei. Johnson strafte Kritiker Lügen, indem sie am Ende der Saison 2005 zum Rookie of the Year gewählt wurde. Des Weiteren erzielte sie mit 177 Assists die zweitmeisten der gesamten Liga. Nach einer guten ersten Saison für die Mystics wurde sie zu den Los Angeles Sparks transferiert. Während sie in Washington noch eine Spielzeit von 28,6 Minuten pro Spiel bekam, so bekam sie in Los Angeles nur mehr 25,3 Minuten pro Spiel. Trotzdem erzielte sie 161 Assists in der Saison 2006, was einen Assist-Schnitt von 5,0 Assists pro Spiel bedeutete. Durch die verringerte Spielzeit sank ihr Punkteschnitt von 9,3 Punkten auf 8,0 Punkte pro Spiel. In der Saison 2007 konnte sie nur elf Spiele für die Sparks bestreiten, dabei stand sie jeweils in der Startformation. Ihre Spielzeit sank auf nur mehr 18,7 Minuten pro Spiel, was sich auch auf ihre restlichen Werte auswirkte. Johnson erzielte in dieser Saison nur mehr 2,7 Assists und 6,4 Punkte pro Spiel. In ihrer dritten Saison in Los Angeles stand sie wieder in 23 Spielen auf dem Platz, dabei aber nur noch achtmal in der Startformation der Sparks. Vor der Saison 2009 wechselte sie zum Team der Phoenix Mercury. Dort war sie auch drei Saisons aktiv. 2009 gewann sie mit dem Team die WNBA-Meisterschaft. In Phoenix konnte Temeka Johnson ihre statistischen Werte deutlich steigern und zählte damit zu den Stützen des Teams. Die Saison 2012 bestritt sie für das Team der Tulsa Shock. Auch dort zählte sie zu den tragenden Spielerinnen des Teams und konnte mit 12,2 Punkten ihren besten Saisonschnitt in der WNBA erzielen. Anschließend spielte sie zwei Saisons für die Seattle Storm. Auch dort zählte sie zu Beginn regelmäßig zur Startformation des Teams. In der Saison 2014 ging aber ihre Einsatzzeit und damit auch ihre anderen statistische Werte zurück. Ihre vorerst letzte Saison in der WNBA bestritt Temeka Johnson im Jahr 2015 beim Team der Los Angeles Sparks, bei dem sie auch nicht über die Rolle der Ergänzungsspielerin hinaus kam.
Nach der Saison 2015 bestritt Johnson keine Spiele mehr in der WNBA. Bis zu diesem Zeitpunkt bestritt sie in 11 WNBA-Saisons in der regulären Saison 327 Spiele, dabei stand sie 255 Mai in der Startformation und erzielte 2620 Punkte, 889 Rebounds und 1382 Assists. In 36 Playoff-Partien (davon 27 in der Startformation) erzielte sie 264 Punkte, 78 Rebounds und 148 Assists.

### Europa
In der Saisonpause der WNBA spielt Temeka Johnson wie viele WNBA-Spielerinnen in Europa. Sie stand dabei für Teams aus Polen, Israel, Frankreich, Russland und der Türkei auf dem Platz. Zuletzt spielte sie in der Saison 2016/17 dabei für das israelische Team von Maccabi Bnot.

### Nationalmannschaft
Obwohl Johnson erfolgreich mit der Juniorinnen-Nationalmannschaft der USA spielte, kam sie bei keinem großen Turnier für die Damen-Basketballnationalmannschaft der Vereinigten Staaten zum Einsatz. Mit dem US-Team gewann sie die Basketball-Weltmeisterschaften der jungen Damen 2003.